# 公园街道 (鄂尔多斯市)
公园街道，是中华人民共和国内蒙古自治区鄂尔多斯市东胜区下辖的一个乡镇级行政单位。

## 行政区划
公园街道下辖以下地区：
育才社区、民生社区、园林社区、红波社区、前进社区和通顺社区。